# Grand Prix automobile du Canada 1970
Résultats du Grand Prix du Canada de Formule 1 1970 qui a eu lieu sur le circuit Mont-Tremblant le 20 septembre 1970.

## Classement
| Pos  | N° | Pilote               | Voiture            | Tours | Temps/Abandon     | Grille | Points |
| ---- | -- | -------------------- | ------------------ | ----- | ----------------- | ------ | ------ |
| 1    | 18 | Jacky Ickx           | Ferrari            | 90    | 2 h 21 min 18 s 4 | 2      | 9      |
| 2    | 19 | Clay Regazzoni       | Ferrari            | 90    | + 14 s 8          | 6      | 6      |
| 3    | 20 | Chris Amon           | March-Ford         | 90    | + 57 s 9          | 6      | 4      |
| 4    | 14 | Pedro Rodríguez      | BRM                | 89    | + 1 tour          | 7      | 3      |
| 5    | 4  | John Surtees         | Surtees-Ford       | 89    | + 1 tour          | 5      | 2      |
| 6    | 6  | Peter Gethin         | McLaren-Ford       | 88    | + 2 tours         | 11     | 1      |
| 7    | 24 | Henri Pescarolo      | Matra              | 87    | + 3 tours         | 8      |        |
| 8    | 23 | Jean-Pierre Beltoise | Matra              | 85    | Embrayage         | 13     |        |
| 9    | 2  | François Cevert      | March-Ford         | 85    | + 5 tours         | 4      |        |
| 10   | 16 | George Eaton         | BRM                | 85    | + 5 tours         | 9      |        |
| Nc.  | 10 | Tim Schenken         | De Tomaso-Ford     | 79    | Non classé        | 17     |        |
| Nc.  | 9  | Graham Hill          | Lotus-Ford         | 77    | Non classé        | 20     |        |
| Abd. | 8  | Andrea de Adamich    | McLaren-Alfa Romeo | 69    | Pression d'huile  | 12     |        |
| Nc.  | 26 | Ronnie Peterson      | March-Ford         | 65    | Non classé        | 16     |        |
| Abd. | 5  | Denny Hulme          | McLaren-Ford       | 58    | Moteur            | 15     |        |
| Abd. | 11 | Jack Brabham         | Brabham-Ford       | 57    | Fuite d'huile     | 19     |        |
| Nc.  | 15 | Jackie Oliver        | BRM                | 52    | Non classé        | 10     |        |
| Abd. | 3  | Jackie Stewart       | Tyrrell-Ford       | 31    | Transmission      | 1      |        |
| Abd. | 12 | Rolf Stommelen       | Brabham-Ford       | 22    | Tenue de route    | 18     |        |
| Abd. | 21 | Jo Siffert           | March-Ford         | 21    | Moteur            | 14     |        |

Légende :
- Abd.=Abandon

## Pole position et record du tour
- Pole position : Jackie Stewart en 1 min 31 s 5 (vitesse moyenne : 167,803 km/h).
- Tour le plus rapide : Clay Regazzoni : 1 min 32 s 2 au 75e tour (vitesse moyenne : 166,529 km/h).

## Tours en tête
- Jackie Stewart 31 (1-31)
- Jacky Ickx 59 (32-90)

## À noter
- 5e victoire pour Jacky Ickx.
- 45e victoire pour Ferrari en tant que constructeur.
- 45e victoire pour Ferrari en tant que motoriste.
- 1er Grand Prix de l'écurie Tyrrell.
- 1re pole position de l'écurie Tyrrell.